# Estação Centro Médico (ATI)
A Estação Centro Médico é uma das estações do Trem Urbano de San Juan, situada em San Juan, entre a Estação Cupey e a Estação San Francisco. É administrada pela Alternate Concepts Inc..
Foi inaugurada em 17 de dezembro de 2004. Localiza-se no cruzamento da Rua Teniente César Luis González com a Rua Maga. Atende o bairro de Gobernador Piñero.
A estação recebeu esse nome por estar situada no interior do Centro Médico de Porto Rico, concebido durante a primeira metade do século XX. O centro engloba diversas instituições hospitalares, além do Campus de Ciências Médicas e da Escola de Medicina da Universidade de Porto Rico.